# ゴールデン・リバー
『ゴールデン・リバー』(The Sisters Brothers)は、2018年のアメリカ合衆国・フランス・ルーマニア・スペインの西部劇映画。監督はジャック・オーディアール、主演はジョン・C・ライリーとホアキン・フェニックス、共演はジェイク・ギレンホール、リズ・アーメッドなど。原作はパトリック・デウィットの2011年の小説『シスターズ・ブラザーズ』。

## ストーリー
舞台はゴールドラッシュに沸く1851年のオレゴン州。名うての殺し屋シスターズ兄弟。兄イーライは、大酒呑みで粗暴な弟チャーリーを気遣う優しい男だった。兄弟は雇い主・提督の所有物を盗んだ探鉱者ウォームを殺しに、馬で旅に出る。連絡係のモリスとつなぎがつき、モリスと行動を共にするウォームを追うが、立ち寄った街で、同じくウォームを狙う街の支配者に殺されかけるが、返り討ちにする。ウォームは、金を河から浮かび上がらせる技術を持った化学者だった。そのころ、モリスはウォームに正体がばれるが、ウォームの理想を聞き、その思想に共鳴し、彼に協力しようとしていた。ウォームたちに追いついたしシスターズ兄弟だったが、その襲撃を予測していたウォ－ムたちにとらえられてしまう。そんなとき、金を取り出す技術を狙った一味に襲われ、協力してそれを撃退したシスターズ兄弟とウォーム、モリス。彼らは河で金を大量に作り出そうとするが、欲をかいたチャーリーの失態で、傷を負ってしまう。その傷がもとでモリスもウォームも死んでしまい、チャーリーも片腕を失う。裏切りに感づいた提督の追っ手を撃退した兄弟は、提督を殺そうするが、提督はすでに亡くなっていた。殺し合いのむなしさに気づいた兄弟は、母がいる故郷に帰るのだった。

## キャスト
- イーライ・シスターズ: ジョン・C・ライリー - シスターズ兄弟の兄。普通の生活を夢見ている。
- チャーリー・シスターズ: ホアキン・フェニックス - シスターズ兄弟の弟。裏世界でのし上がりたいと考えている野心家。大酒飲みで粗暴な性格。
- ジョン・モリス: ジェイク・ギレンホール - シスターズ兄弟の仲間。
- ハーマン・カーミット・ウォーム: リズ・アーメッド - 化学者、金を見つけるための化学式を作った。
- 提督: ルトガー・ハウアー - シスターズ兄弟の雇い主。
- ミセス・シスターズ: キャロル・ケイン - シスターズ兄弟の母親。
- メイフィールド: レベッカ・ルート（英語版） - メイフィールドの支配者。
- 父: イアン・レディントン（英語版）

## 製作
2011年、ジョン・C・ライリーと彼の映画製作会社がライリーを主人公の兄弟の一人にキャスティングするという条件付きでパトリック・デウィットの『シスターズ・ブラザーズ』の映画化権を購入した。2015年、ジャック・オーディアールはラジオで本作の監督を務めることを発表した。2016年4月25日、ホアキン・フェニックスがキャストに加わった。2017年2月、ジェイク・ギレンホールとリズ・アーメッドがキャストに加わった。

### 撮影
主要な撮影は、2017年6月からスペインのアルメリアで行われた。タベルナス、ナバラ、アラゴンでも撮影が行われた。

## 作品の評価
Rotten Tomatoesによれば、200件の評論のうち、87%にあたる174件が高く評価しており、平均して10点満点中7.37点を得ている。
Metacriticによれば、44件の評論のうち、高評価は40件、賛否混在は4件、低評価はなく、平均して100点満点中78点を得ている。